# Guerra sottomarina indiscriminata

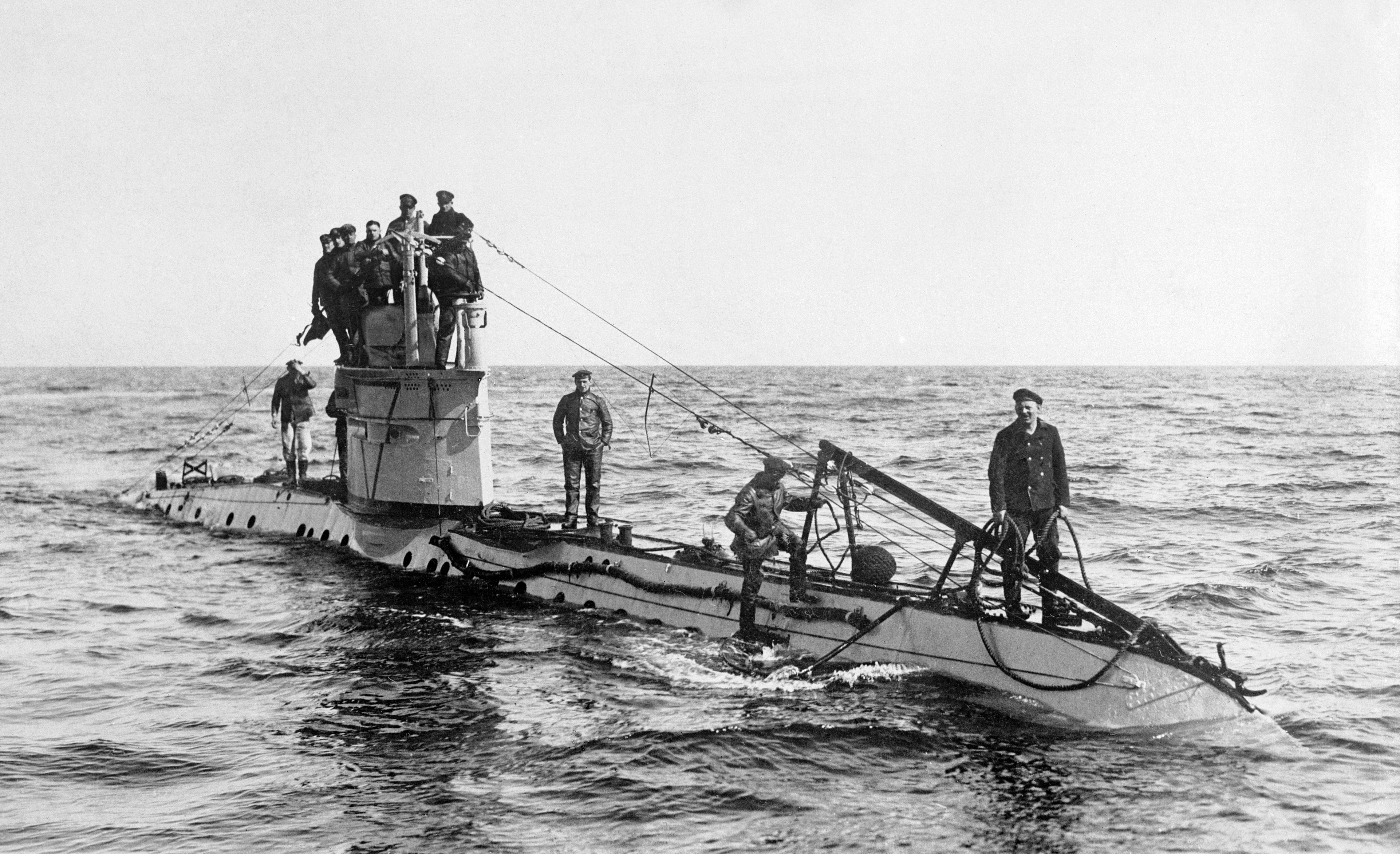
Sottomarino tedesco UC-1 utilizzato nella guerra sottomarina indiscriminata (1915-18)

La guerra sottomarina indiscriminata (o guerra sottomarina illimitata) è un tipo di guerra navale nella quale i sottomarini affondano senza preavviso navi mercantili. Poiché i sottomarini hanno una maggiore probabilità sia di distruggere il bersaglio sia di sopravvivere ai propri cacciatori, molti considerano la guerra sottomarina illimitata una sostanziale violazione delle convenzioni belliche, specialmente quando viene attuata contro navi di Paesi neutrali in zona di guerra. 
D'altronde, qualora un sommergibile attaccante rispettasse la convenzione, cioè venisse a galla, intimando a un mercantile di fermarsi, ecc. il mercantile avrebbe molte più probabilità di affondarlo con colpi di pezzi di artiglieria nascosti o semplicemente di speronarlo.
Ci sono state tre grandi campagne di guerra sottomarina illimitata:  
1. la battaglia dell'Atlantico (1914-1918) durante la prima guerra mondiale, intrapresa in maniera intermittente dalla Germania tra il 1915 e il 1918 contro il Regno Unito e i suoi alleati. La ripresa di questa campagna nel 1917 e il precedente affondamento della RMS Lusitania nel 1915 da parte di un U-Boot tedesco (l'U-20) diedero agli Stati Uniti il casus belli per l'entrata in guerra a fianco della Triplice intesa il 6 aprile 1917.[1]
2. la battaglia dell'Atlantico (1939-1945), durante la seconda guerra mondiale, intrapresa dalla Germania tra il 1939 e il 1945, principalmente contro il Regno Unito e i suoi alleati.
3. la campagna sommergibilistica intrapresa durante la seconda guerra mondiale nell'Oceano Pacifico tra il 1941 e il 1945 dagli Stati Uniti d'America contro il Giappone.

In tutti e tre i casi la guerra sottomarina illimitata era stata intrapresa per bloccare la flotta di paesi (il Regno Unito, il Giappone) la cui economia dipendeva notevolmente dal commercio navale, da parte di paesi (la Germania o gli Stati Uniti) che non erano in grado di attuare un efficace blocco navale tradizionale.